# Bird-Eröffnung
Die Bird-Eröffnung (auch Holländisch im Anzug) ist eine Eröffnung des Schachspiels, benannt nach dem englischen Schachspieler Henry Edward Bird. Ihre ECO-Codes lauten A02 und A03. Sie zählt zu den geschlossenen Spielen und beginnt mit dem Zug
1. f2–f4
Die strategische Grundidee dieser Eröffnung liegt in der Kontrolle des Zentrumfeldes e5, welches üblicherweise mit den Zügen Sg1–f3, b2–b3 und dem Fianchetto des Läufers c1 nach b2 unterstützt wird. Der Namensgeber Bird selbst hat diesen Eröffnungszug in seinen ca. 250 überlieferten Weißpartien 92 Mal angewandt (+37 =11 −44).
Die wohl bekannteste Partie mit der Bird-Eröffnung hat der deutsche Ex-Weltmeister Emanuel Lasker gespielt: Lasker – Bauer, Amsterdam 1889.
Die gängigsten schwarzen Antwortzüge auf die Bird-Eröffnung sind:
1. … d7–d5 (Holländisch im Anzuge)
Diese Zugfolge entspricht mit vertauschten Farben der Holländischen Verteidigung (1. d2–d4 f7–f5).
Den dortigen schwarzen Aufbauten entsprechend kann Weiß sich hier aufstellen, z. B. mit 2. g2–g3 nebst Lf1–g2 wie im „Leningrader System“, oder, als Alternative, mit Entwicklung des Königsläufers nach e2, d3 oder b5 wie im „klassischen“ Holländisch. Tylkowski – Wojciechowski, Poznań 1931, ging auch diesen Weg. Der Zug 2. c4 führt zur Mujannah-Eröffnung.
1. … e7–e5 (Froms Gambit)
Dieses Bauernopfer wird von Weißspielern meistens angenommen (2. f4xe5), möglich ist aber auch 2. e2–e4 mit Übergang zum Königsgambit.
1. … Sg8–f6
Schwarz wartet hier mit d7–d5 und behält sich stattdessen verschiedene indische Aufbauten vor.
1. … g7–g6
Hier könnte Weiß mit 2. e2–e4 nebst d2–d4 in verschiedene Abspiele der Modernen Verteidigung übergehen, während d2–d3 (statt d2–d4) den üblichen Schemata der Bird-Eröffnung entsprechen würde.
1. … f7–f5
In dieser ungewöhnlichen Variante ist neben einer normalen Aufstellung, etwa mit Fianchetto, auch das Schweizer Gambit 2. e2–e4 möglich.
1. … g7–g5 (Hobbs Gambit). Spiegelbildlich zum Wolga-Gambit.
In dieser Variante versucht Schwarz sofort die g-Linie mit dem Bauernhebel … g7–g5 zu öffnen.

## Partie
Die folgende Partie spielte Bird um 1880 mit den weißen Steinen (Ort und Gegner nicht bekannt).
1. f2–f4 d7–d5 2. e2–e3 c7–c5 3. Sg1–f3 e7–e6 4. b2–b3 Sb8–c6 5. Lc1–b2 Sg8–f6 6. Lf1–d3 (heutzutage würde man 6. Lf1–b5 nebst eventuell Sf3–e5 vorziehen) 6. … Lf8–e7 7. a2–a3 0–0 8. 0–0 b7–b6 9. Dd1–e1 Lc8–b7 10. De1–h4 g7–g6? 11. Sf3–g5 h7–h5 12. g2–g4! Sf6xg4? (Rettung möglich: 12. … d5–d4 und ausgeglichen) 13. Dh4xh5 g6xh5 14. Ld3–h7#

## Beliebtheit
Gemäß einer auf der Webseite chessgames.com verfügbaren Datenbank ist 1. f2–f4 der am sechst-häufigsten gespielte Eröffnungszug (von insgesamt 20 möglichen Zügen). Die Englische Eröffnung, bei der ebenfalls ein
Läuferbauer – jener vor dem schwarzen Läufer – gezogen wird (1. c2–c4), wird etwa 20 Mal so häufig gespielt. Die auf chessgames.com veröffentlichten Daten deuten darauf hin, dass die Bird-Eröffnung nicht nur relativ selten im Vergleich zu den beliebteren Eröffnungen gespielt wird, sondern in der Tat unvorteilhaft für Weiß ist und sogar eine positive Bilanz für Schwarz aufweist (Stand Januar 2020): Weiß gewann 34,2 % der Partien, 23,7 % der Partien endeten unentschieden und Schwarz gewann 42 % der Partien. Die durchschnittliche Punktausbeute für Weiß liegt somit bei nur 46,05 %. Im Schach wird traditionell ein Punkt für den Sieger und 0 Punkte für den Verlierer einer Partie vergeben. Endet die Partie unentschieden, erhalten beide Spieler jeweils einen halben Punkt. Somit fließt die Hälfte der Prozentzahl unentschiedener Partien in die durchschnittliche Punktausbeute für Weiß mit ein: 34,2 % + 0,5 * 23,7 % = 46,05 %.